# Muhsin al-Ramli

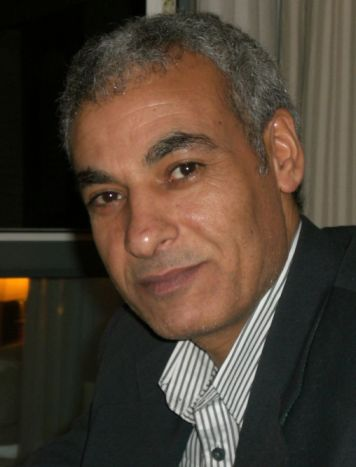
Muhsin al-Ramli

Muhsin al-Ramli (ar محسن الرملي) (ur. 7 marca 1967 w Sudara (Irak)) – iracki pisarz, poeta, dziennikarz i tłumacz, tworzący w języku arabskim i hiszpańskim.
Jego starszym bratem był Ḥasan Muṭlak, również pisarz i poeta, skazany na śmierć przez reżim Saddama Husajna i powieszony w 1990 roku. Muhsin al-Ramli studiował filologię hiszpańską na Uniwersytecie Bagdadzkim. W 1995 wyjechał do Hiszpanii, gdzie kontynuował studia na Universidad Autónoma de Madrid. W 2003 roku uzyskał stopień doktora literatury i filologii hiszpańskiej. Jego rozprawa doktorska dotyczyła elementów kultury islamskiej w Don Kichocie. Mieszka w Madrycie, pracuje jako wykładowca na Saint Louis University Madrid Campus. Jest współzałożycielem i redaktorem magazynu Alwah, jedynego hiszpańskojęzycznego czasopisma dotyczącego kultury arabskiej. 
Tworzy powieści, opowiadania, sztuki teatralne, zajmuje się także tłumaczeniami z języka arabskiego na hiszpański oraz z hiszpańskiego na arabski.

## Wybrana twórczość
- Awrāq baʻīdah ʻan Dijlah (opowiadania, 1998)
- al-Fatit al-mubaʿthar (powieść, 2000)
- Tamr al-aṣābiʻ (powieść, 2009)
- Ḥadāʼiq al-raʼīs (powieść, 2012)